# A630 (Frankrijk)
De A630 is een tolvrije autosnelweg in Frankrijk. Het is een ringweg rond de stad Bordeaux en heeft als dusdanig ook de naam Rocade de Bordeaux. De weg start in de gemeente Lormont bij de aansluiting op de A10 en de N230. De weg gaat over de Garonne via de Pont d'Aquitaine, de langste hangbrug over de Garonne.
De ringweg loopt ten westen van de stad en sluit in het zuiden aan op de A63 en de A62.
Het westelijke deel van de ringweg werd in de periode 1972-1983 gebouwd. In 1993 was de ringweg compleet na de realisatie van het deel tussen de Pont François Mitterrand en de RD 936 aan de rechteroever.